# Gerersdorf-Sulz
Gerersdorf-Sulz är en kommun i Österrike. Den ligger i distriktet Güssing i förbundslandet Burgenland, i den östra delen av landet, 130 km söder om huvudstaden Wien. 
Kommunen består av tre orter  (Ortschaften) (inom parentes invånarantal 1 januari 2024):
- Gerersdorf bei Güssing (496)
- Rehgraben (168)
- Sulz im Burgenland (353)